# Onychorhynchus
Onychorhynchus es un género de aves paseriformes perteneciente a la familia Onychorhynchidae —aunque situado en Tityridae o en Oxyruncidae dependiendo de la clasificación adoptada—, anteriormente colocado en la familia Tyrannidae. Agrupa a especies nativas de la América tropical (Neotrópico), cuyas áreas de distribución se encuentran desde las tierras bajas del Golfo de México, por América Central y del Sur, hasta el norte de Bolivia y sureste de Brasil. A sus miembros se les conoce por el nombre popular de mosqueros reales, y también cazamoscas reales o atrapamoscas reales, entre otros.

## Etimología
El nombre genérico masculino «Onychorhynchus» se compone de las palabras del griego «ονυξ onux, ονυχος onukhos» que significa ‘garra’, y «ῥυγχος rhunkhos» que significa ‘pico’.

## Características
Los mosqueros reales son aves de crestas espectaculares, muy coloridas. De tamaño mediano, miden alrededor de 16 cm de longitud y habitan en el sotobosque de selvas húmedas de baja altitud donde son sorprendentemente inconspicuos. Sus nidos pendulares son muy largos y generalmente son construidos colgando sobre un arroyo o pequeña corriente de agua.

## Taxonomía
Tradicionalmente, el presente género pertenecía a la familia Tyrannidae. Los amplios estudios genético-moleculares realizados por Tello et al. (2009) descubrieron una cantidad de relaciones novedosas dentro del suborden Tyranni que todavía no están reflejadas en la mayoría de las clasificaciones, confirmados por los estudios de Ohlson et al. (2013). Según el ordenamiento propuesto, los géneros Onychorhynchus, Myiobius y Terenotriccus se agrupan en una nueva  familia propuesta Onychorhynchidae. El Comité Brasileño de Registros Ornitológicos (CBRO)  y Avibase ya adoptan dicha familia.
El Comité de Clasificación de Sudamérica (SACC), con base en los estudios citados y en las evidencias presentadas en el estudio de Oliveros et al. (2019), que demostraron que los géneros Onychorhynchus y Myiobius divergieron del resto de Tyrannidae alrededor de 23 mya (millones de años atrás) en el Mioceno temprano, finalmente aprobó la nueva familia en la parte A de la Propuesta no 827. Sin embargo, la clasificación del Congreso Ornitológico Internacional (IOC) lo mantiene en la familia Tityridae y Clements checklist/eBird en la familia Oxyruncidae.
Cada uno de los taxones geográficamente o de plumaje distintos dentro de Onychorhynchus han sido originalmente descritos como especies separadas, pero han sido generalmente unidos en una única especie por diversos autores, aunque diversas sugestiones han sido hechas en relación con separaciones dentro del género con algunos autores considerando cuatro especies diferentes (O. coronatus, O. swainsoni, O. mexicanus y O. occidentalis) como Ridgely & Tudor (2009) y versiones anteriores del IOC y Aves del Mundo (HBW) y Birdlife International  (BLI). Sin embargo, las vocalizaciones parecen ser similares para todos con excepción de O. swainsoni, segundo los estudios de Harvey et al. (2020) la divergencia más profunda sería entre swainsoni y los otros. Con base en estas evidencias, tanto el IOC (que reconocía cuatro especies) como Clements/eBird (que reconocía solo una) desde el año 2023 reconocen la existencia de dos especies separadas (O. coronatus y O. swainsoni). Los recientes y posteriores estudios de Reyes et al. (2023) no solamente refuerzan esta antigua divergencia como también sugieren otras futuras separaciones.

## Lista de especies
Según las clasificaciones del Congreso Ornitológico Internacional (IOC) Clements Checklist/eBird, el género agrupa a las siguientes especies con el respectivo nombre popular:
| Imagen | Nombre científico                       | Autor                  | Nombre común            | Estado de conservación | Distribución |
| ------ | --------------------------------------- | ---------------------- | ----------------------- | ---------------------- | ------------ |
|        | Onychorhynchus coronatus                | (Statius Müller, 1776) | mosquero real amazónico | LC                     |              |
|        | Onychorhynchus (coronatus) mexicanus    | (P.L. Sclater, 1857)   | mosquero real norteño   | LC                     |              |
|        | Onychorhynchus (coronatus) occidentalis | (P.L. Sclater, 1860)   | mosquero real pacífico  | VU                     |              |
|        | Onychorhynchus swainsoni                | (Pelzeln, 1858)        | mosquero real atlántico | VU                     |              |